# Thomas van Rhee
Thomas van Rhee (Wijk bij Duurstede, 16 december 1634 – Batavia, 31 maart 1701) was een koopman in dienst van de VOC. Hij was gouverneur van Ceylon van 1692 tot 1697 en daarna raad van Indië.

## Biografie

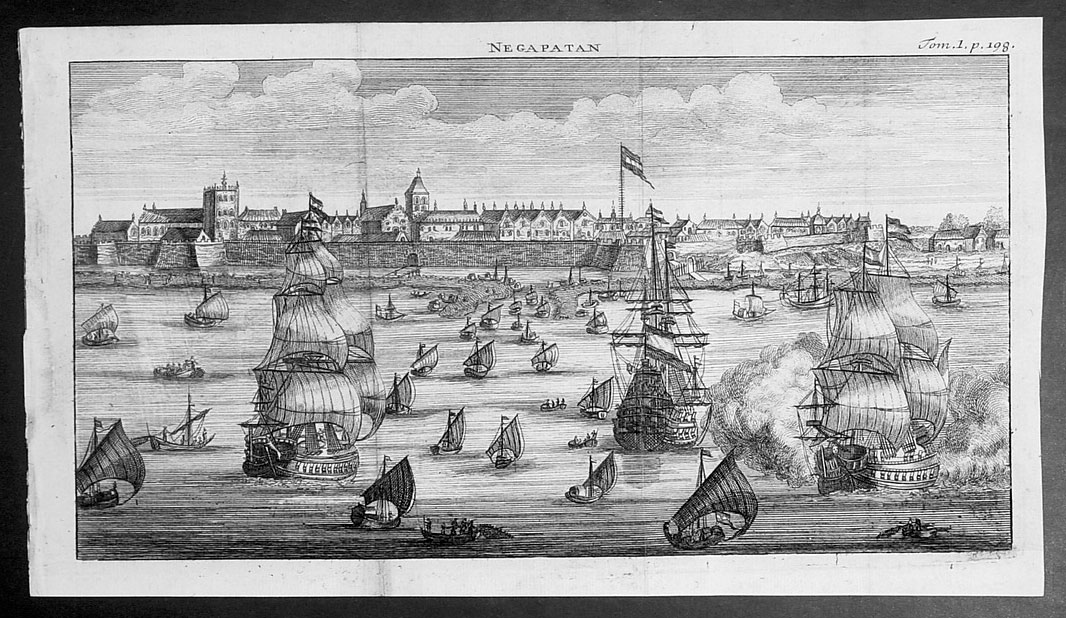
Negapatam

Van Rhee ging in december 1659 voor de Kamer van Amsterdam als adelborst op het schip de Walvis naar Batavia, waar hij in juli 1660 aankwam. Hij werd hier assistent en vertrok toen naar Ceylon. In augustus 1661 trouwde hij in Galle met Henriëtta van Kriekenbeek. Twee jaar later werd een zoon, Willem, geboren. Ze waren toen in Negapatam, een handelspost aan de Coromandelkust die in die tijd nog onder het gouvernement van Ceylon viel.
In 1665 werd Van Rhee boekhouder en 3 jaar later onderkoopman. In 1674 werd hij koopman en secunde (vice-commandeur) in Negapatam. Op 30 augustus 1678 werd hij commandeur in Tuticorin aan de nog wat zuidelijker gelegen kust van Madura. Ook dit viel onder het gouvernement van Ceylon.
Eind 1679 was hij in Colombo, waar hij een van de twee ondertekenaars was van de verklaring die de Engelsman Robert Knox op 22 november van dat jaar aflegde in het fort van Colombo. Het was de eerste beschrijving van diens twintigjarige gevangenschap in Kandy, waarover hij later de bestseller 'Historical Relation of the Island Ceylon' zou schrijven. In Kandy zetelde de vorst van het Singhalese rijk in het binnenland van Ceylon: Raja Singha II. De kust van het eiland was grotendeels in handen gekomen van de VOC, die daarmee het monopolie op de handel in kaneel had verworven.

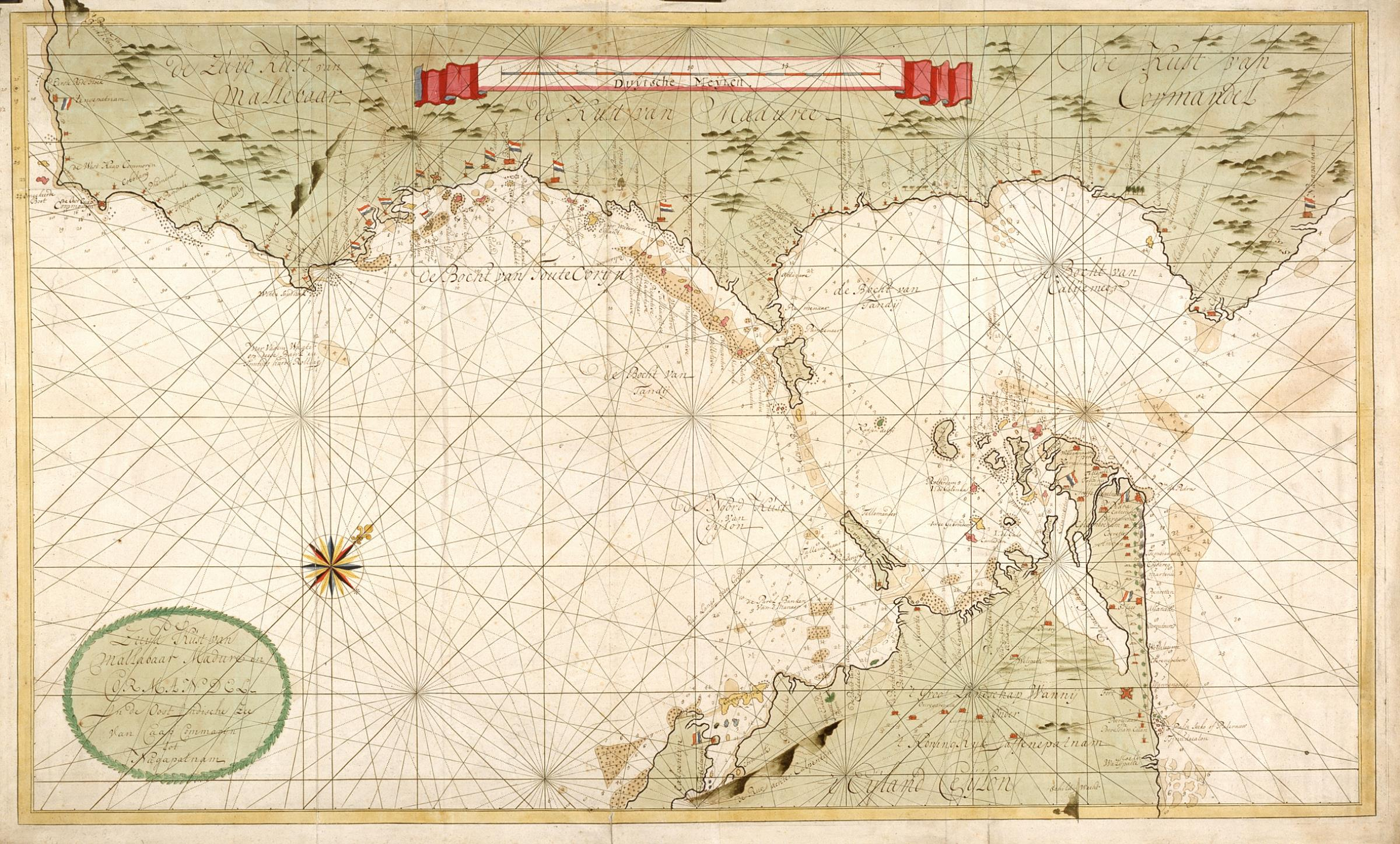
De kust van Coromandel en Madura en het noordwesten van Ceylon, verbonden door de koraalriffen en zandbanken van de Adamsbrug. Kaart van vlak na 1700.

In september 1681 werd Van Rhee aangesteld als hoofdadministrateur in Colombo, de tweede man in de Raad van die stad, na gouverneur Laurens Pijl. In 1686 benoemde commissaris-generaal Van Reede hem tot commandeur van Galle, ter vervanging van Salomon Lesage die van Van Reede naar Batavia moest vertrekken vanwege een onbeleefde brief aan gouverneur Pijl, die hem had beschuldigd van illegale handel in sjanco's. Na zes jaar in Galle werd Van Rhee eind 1692 benoemd als opvolger van Pijl, en begon officieel als gouverneur in januari 1693. Hij zou dat blijven tot 1697, toen hij naar Batavia vertrok om zitting te nemen in de Raad van Indië.
Vertrekkende gouverneurs schreven altijd een 'memorie' voor hun opvolger, waarin zij informatie over Ceylon verschaften die van belang was voor een goed bestuur. Aan Van Rhee's memorie werd in latere jaren veel waarde gehecht, getuige de meerdere kopieën die er van gemaakt zijn en het aantal verwijzingen ernaar in andere documenten.
In zijn memorie schrijft Van Rhee dat hij vanwege een voortdurend slechte gezondheid het gebruikelijke verslag van de historie van de VOC op Ceylon overslaat en zich concentreert op de belangrijkste zaken. Dit bleek een goede beslissing, want de informatie die hij geeft is ook nu nog van grote waarde voor Sri Lankaanse historici, die voor die tijd qua bronnen vooral zijn aangewezen op het VOC archief. Van Rhee geeft onder andere een lijst van 40 verschillende kasten waarin de bevolking bij Jaffna in het noorden van het eiland was opgedeeld. De kastes waren gebaseerd op etniciteit, religie en beroep, dat van vader op zoon werd doorgegeven.
Iedere kaste had de feodale verplichting een tribuut te leveren aan de vorst. Oorspronkelijk waren dat de vorsten van het Jaffna koninkrijk, ook wel bekend als het rijk van Aryachakravarti. Daarna waren het de Portugezen. De VOC had deze traditie overgenomen in het door hen bestuurde gebied, zoals ze grotendeels de hele bestaande bestuursstructuur overnam en daarboven de hiërarchie van de VOC plaatste. Per kaste bestond het tribuut uit het leveren van bepaalde producten of van werkzaamheden gedurende een aantal dagen per jaar. Leverden mensen meer dan ze verplicht waren dan kregen ze er een vast bedrag voor betaald.

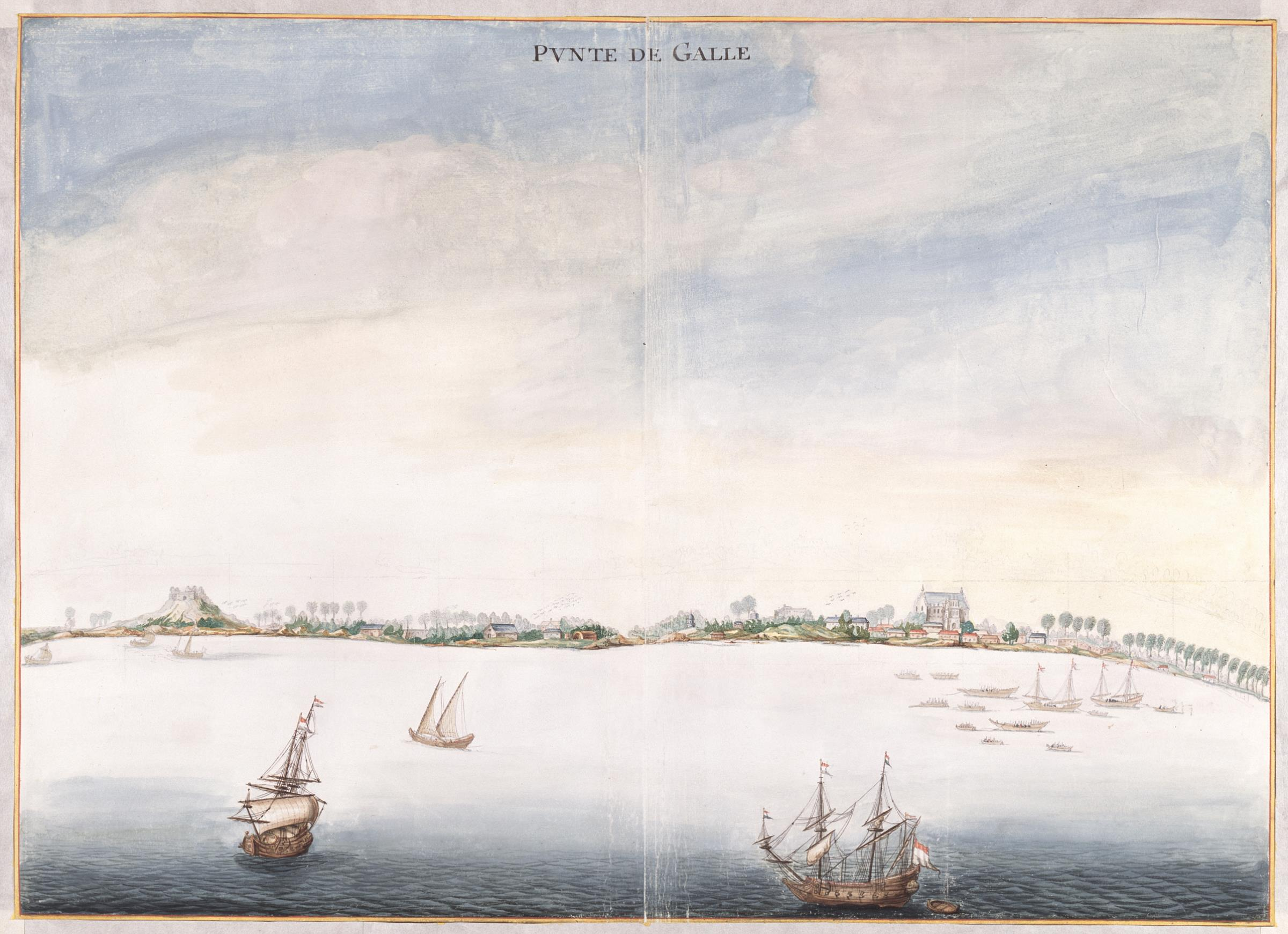
Galle

Voor de VOC was de kaste van de chalia's de belangrijkste, want zij hadden de plicht kaneel te schillen. Aan hun wensen en klachten werd altijd veel aandacht besteed. Verder gaf Van Rhee informatie over de verschillende soorten kaneel en hun kwaliteit, en over de olifantenvangst en -handel. Bij Jaffna werden de dieren gevangen met lasso's en valkuilen en bij Matara werden ze in grote kralen gedreven. Van daar werden ze met speciaal geprepareerde schepen langs de oostkust naar Jaffna vervoerd. Per land was niet mogelijk vanwege gebrek aan voedsel en drinkwater en de aanwezigheid van rivieren zonder geschikte boten om ze over te steken. In Jaffna werden de olifanten verkocht aan Indiase handelaren uit Coromandel, Golkonda en Bengalen. De betaling geschiedde door middel van wissels getrokken op de handelskantoren van de Compagnie aldaar, zodat de handelaren niet met contant geld over zee hoefden te reizen. Een ander product voor de regionale handel waren de arecanoten uit de districten Galle en Matara. Ze werden deels als belasting opgelegd aan de dorpen in die districten en deels ingekocht. Ook parels waren een bron van inkomsten. In drie opeenvolgende jaren kon een parelvisserij in de baai van Mannar worden gehouden. Dit waren grootscheepse evenementen, waaraan honderden boten meededen met duikers van vooral de Coromandelkust. De parels werden gekocht door de VOC voor de export naar Europa.

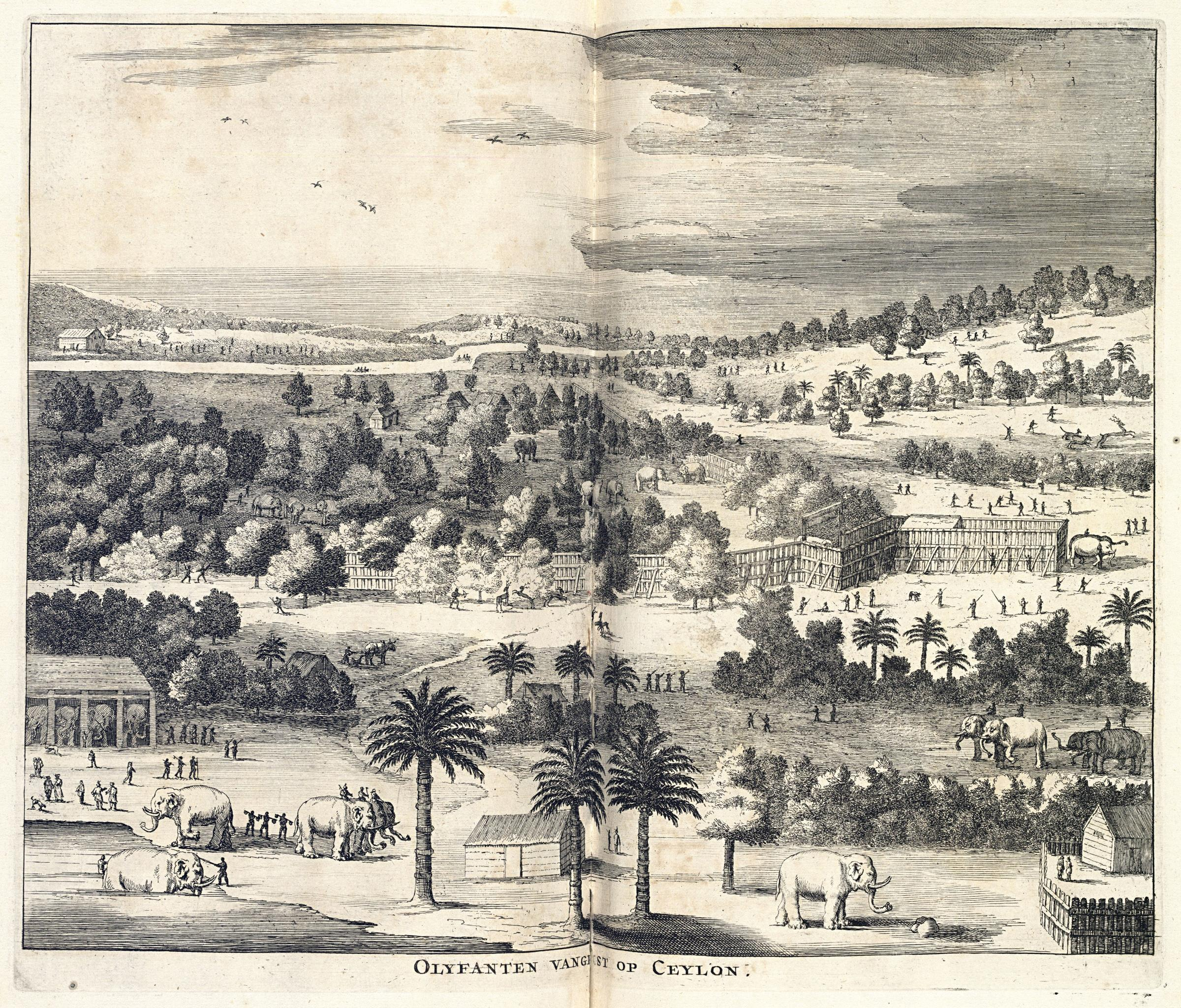
Olifantenvangst op Ceylon

Van Rhee schreef dat er over het geheel genomen in vrede was geleefd met de koning van Kandy, Vimaladharmasurya II, de zoon van de inmiddels overleden Raja Singha. Hierdoor had het kaneelschillen zonder verstoring kunnen plaatsvinden. Volgens Van Rhee kon de koning het beste voor de VOC gewonnen worden door middel van vriendelijkheid en hoffelijkheid. Naast het sturen van de gebruikelijke geschenken was hij de koning daarom van dienst geweest in zijn wens het boeddhisme in zijn land te stimuleren. Hij had Kandiaanse gezanten naar Arakan (het huidige Myanmar) laten brengen zodat ze konden onderzoeken of de boeddhistische leer daar overeenkwam met die in Ceylon. Toen dat het geval bleek werden Arakaanse priesters terug naar Ceylon gebracht 'tot seer groot genoegen van den konink' maar niet tot dat van de Raad in Batavia, die opdroeg dergelijke verzoeken voortaan af te wijzen omdat de uitvoering te kostbaar was. In plaats daarvan werden vanaf 1694 de havens van Puttalam bij fort Calpentijn, en die van Trincomalee en Batticaloa opengesteld voor particuliere handel met Coromandel en Bengalen, 'vreemde Europianen en die onder derselver pascedullen varen alleen uytgesondert', en onder voorwaarde dat er geen kaneel werd uitgevoerd. Het traditionele monopolistische beleid van de VOC in Ceylon werd hiermee deels verlaten en vervangen door een beleid dat ruimte bood aan vrijhandel, met alle risico's op 'particuliere handel' van VOC medewerkers waar men zo bang voor was.
Hoewel Van Rhee begin 1693 nog Madura had bezocht om de handel te bevorderen had hij dat jaar ontslag aangevraagd bij de Raad in Batavia vanwege ziekte en 'verswakinge van de memorie'. In oktober werd hij benoemd tot buitengewoon Raad van Indië, maar moest in functie op Ceylon blijven. In 1695 meldde hij nogmaals dat hij wilde stoppen als gouverneur. Paulus de Roo werd toen aangewezen als zijn vervanger, maar moest eerst als commissaris de kantoren in Malabar en Surat inspecteren op fraude. De Roo was boekhouder-generaal in Batavia geweest en sinds 1690 secretaris van de Raad. Aangekomen in Surat overleed hij onder verdachte omstandigheden. Dat er vergif in het spel was werd alom beweerd maar is nooit bewezen. Vervolgens werd Arnout Muysken, de directeur van Bengalen benoemd, maar die wilde niet, waarop hij werd ontslagen wegens 'refus van 's Compagnies dienst'. Zo viel het gouverneurschap ten deel aan Gerrit de Heere, een opperkoopman in Batavia.
In oktober 1696 overleed Van Rhee's vrouw Henriëtta. Haar grafschrift is nog te zien in de Wolvendaalkerk in Colombo. Van Rhee verzocht vanwege zijn ouderdom en zwakke gezondheid in Ceylon te mogen blijven, 'om buyten qualiteyt en gagie sijn leven daar te mogen eyndigen' maar dit werd niet goed gevonden. Hij vertrok begin 1697 dus toch naar Batavia en nam daar in april zitting in de Raad, naast onder andere zijn voorganger in Ceylon, Laurens Pijl. Er werd echter nauwelijks een beroep op hem gedaan vanwege zijn gezondheid, hoewel hij zijn volledige gage en emolumenten behield. Wel werd door de Heren XVII 740 gulden op hem verhaald omdat hij 3000 onverkoopbare Coromandelse katoenen kousen naar Nederland had gestuurd. Op 30 maart 1701 overleed hij. Hij overleefde zijn zoon Willem. Die had het gebracht tot opperkoopman en hoofdadministrateur in Colombo, maar was het jaar tevoren al overleden. Ook zijn grafschrift en dat van zijn vrouw, die datzelfde jaar overleed, zijn te zien in de Wolvendaalkerk. Een andere zoon, Engelbert, wordt in 1707 genoemd als opperhoofd van Calpentijn. Engelbert was vermoedelijk de vader van de Thomas van Rhee die in 1739-1740 en 1741-1742 opperhoofd van Deshima was.